# Frýdek-Místek
Frýdek-Místek es una ciudad de la República Checa de 57.000 habitantes (2015), que se encuentra en la Región de Moravia-Silesia. Es una ciudad estatutaria. Pertenece al Distrito de Frýdek-Místek, que es el centro administrativo, e incluye dos ciudades que anteriormente habían sido independientes una de la otra, separadas por el río Ostravice: Frýdek, que está en la orilla oriental, es parte de la región histórica de Těšín Silesia, y Místek, en la orilla occidental. El embalse de Olešná, en la zona suroeste de las afueras de la ciudad, es un centro multifuncional importante.

## Galería

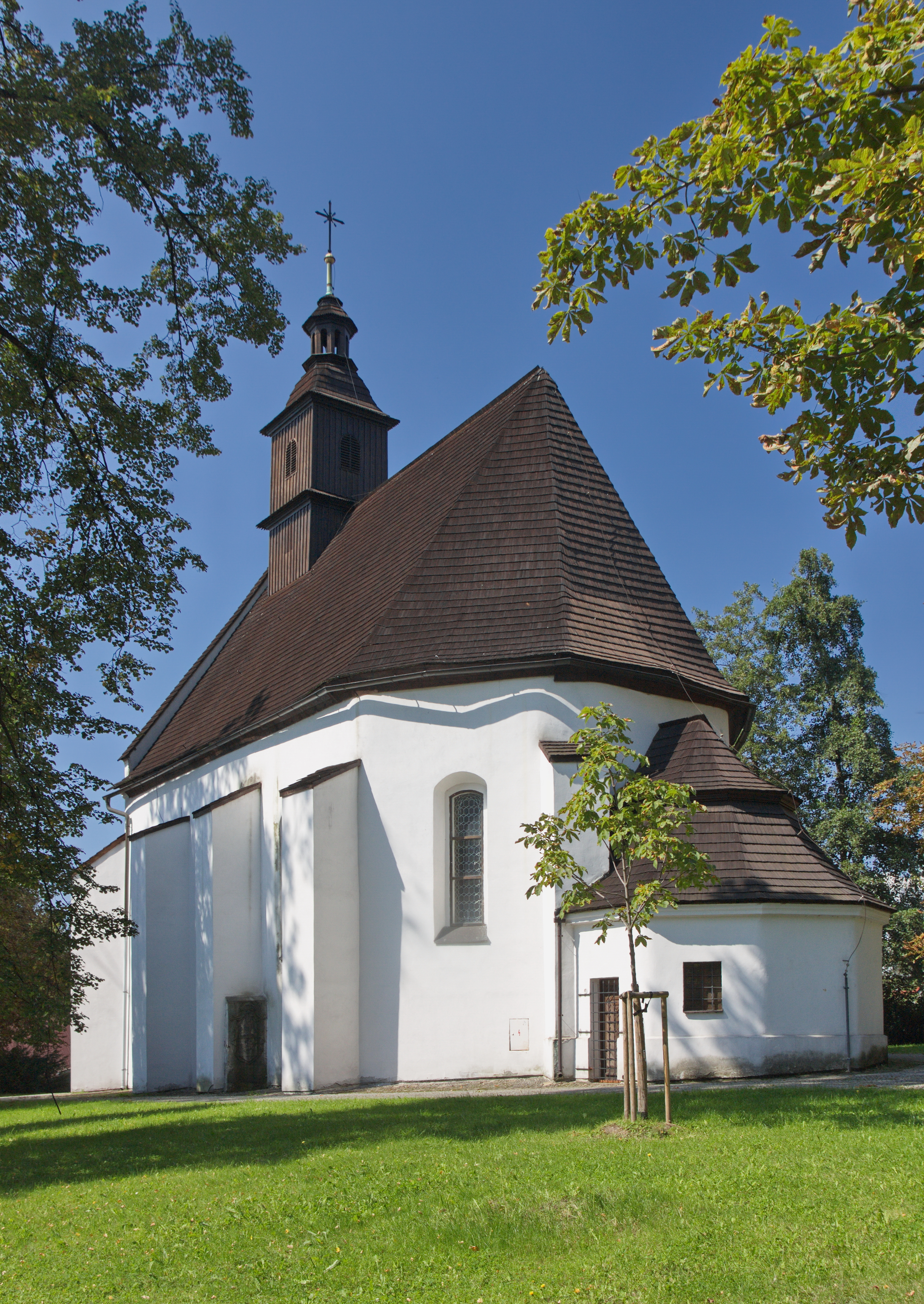
Iglesia de San Judoc
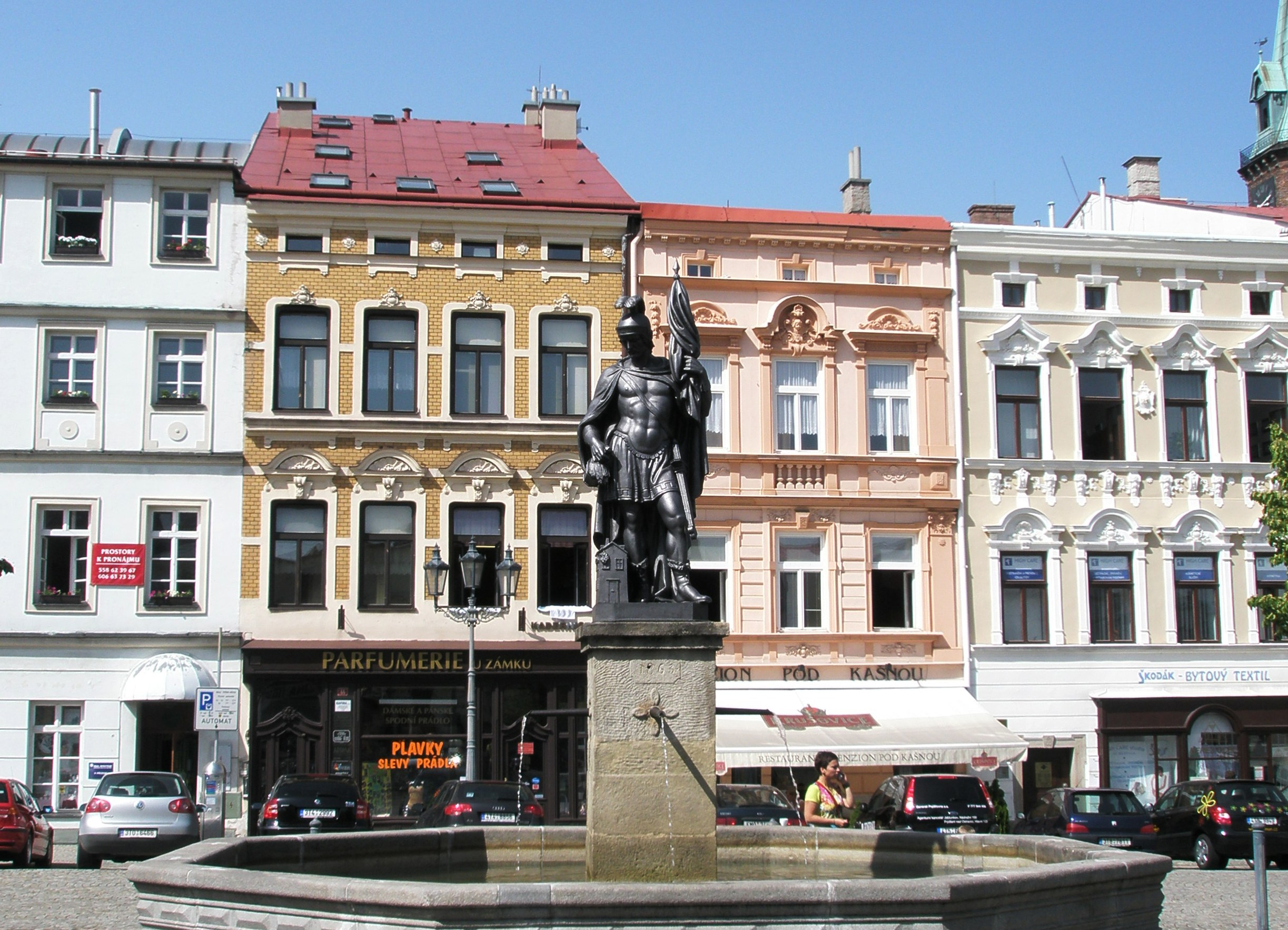
La Plaza principal con una estatua de San Florián
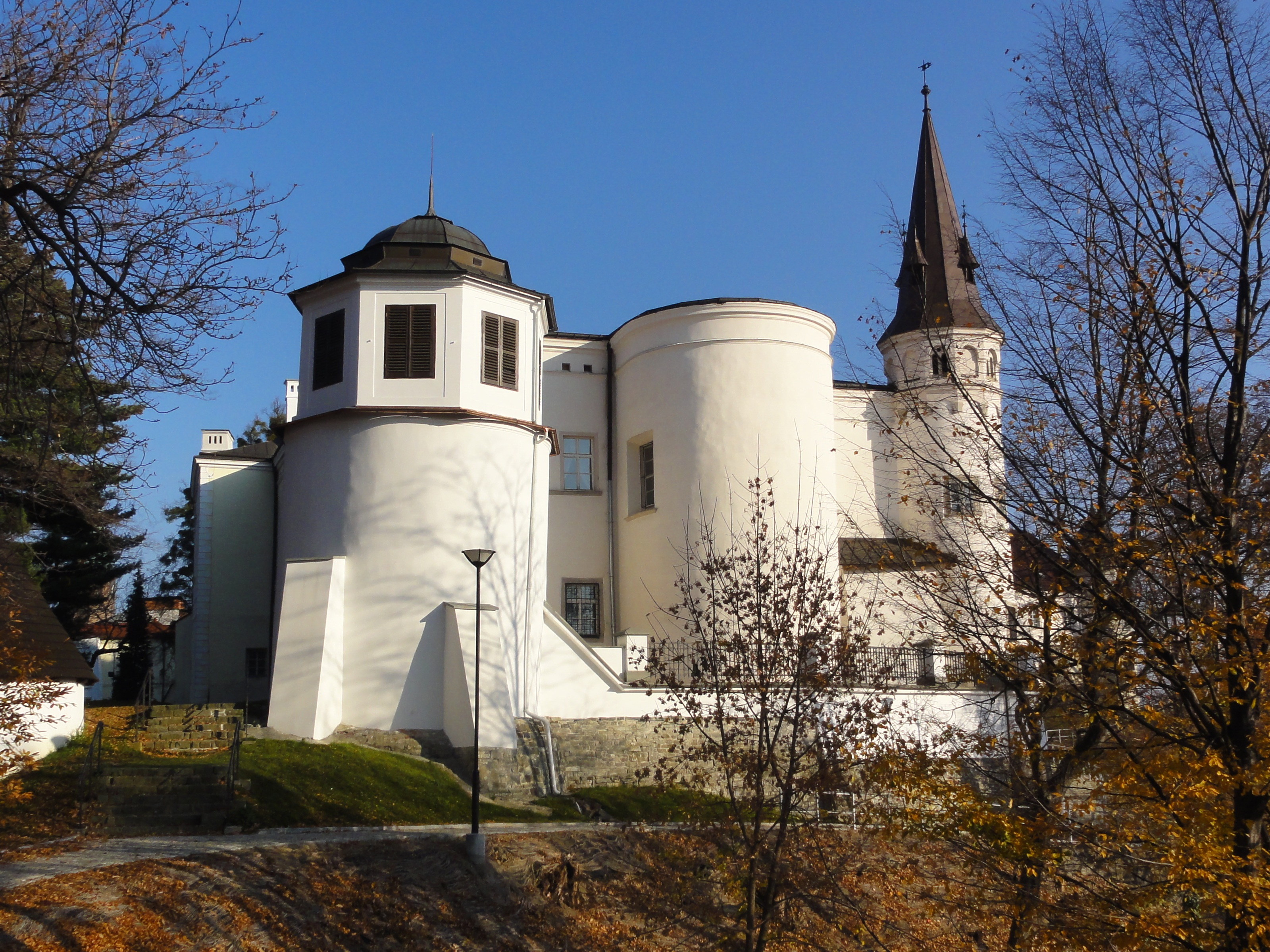
Castillo de Frýdek en el otoño